# Annalen der Physik
Annalen der Physik (tạm dịch: Biên niên Vật lý) là một trong những tạp chí khoa học lâu đời nhất về vật lý học phát hành từ năm 1799. Tạp chí công bố các bài báo nghiên cứu gốc, bình duyệt trong phạm vi vật lý thực nghiệm, lý thuyết, ứng dụng, và vật lý toán cũng như các lĩnh vực liên quan. Tổng biên tập hiện tại là Stefan Hildebrandt..
Tạp chí được chuyển tiếp từ Journal der Physik xuất bản từ năm 1790 đến 1794, và từ Neues Journal der Physik xuất bản từ 1795 đến 1797. Trong lịch sử, tạp chí phát hành dưới nhiều tên khác nhau (Annalen der Physik, Annalen der Physik und der physikalischen Chemie, Annalen der Physik und Chemie, Wiedemann's Annalen der Physik und Chemie).

### Một số công trình nổi bật từng xuất bản
Trong nhiều bài báo nổi tiếng từng được công bố tại Annalen der Physik, có thể liệt kê một số như:
- on stretched exponential relaxation by Rudolf Kohlrausch (1854)[3][4] and his son Friedrich Kohlrausch (1863,1876),
- về hiệu ứng quang điện bởi Heinrich Hertz (1887),[5]
- về lý thuyết bức xạ vật đen của Max Planck (1901),[6]
- về hiện tượng mao dẫn bởi Albert Einstein (1901),[7]
- các bài báo năm 1905 bởi Einstein về photon,[8] về chuyển động Brown,[9] về sự tương đương khối lượng năng lượng,[10] và về thuyết tương đối hẹp,[11]
- về nhiệt dung của chất rắn với mức năng lượng bị lượng tử hóa bởi Einstein (1907),[12]
- về chuyển động phân tử ở gần nhiệt độ không tuyệt đối bởi Einstein và Otto Stern (1913),[13]
- về thuyết tương đối rộng bởi Einstein (1916)[14]